# Sant Joan de Llefià

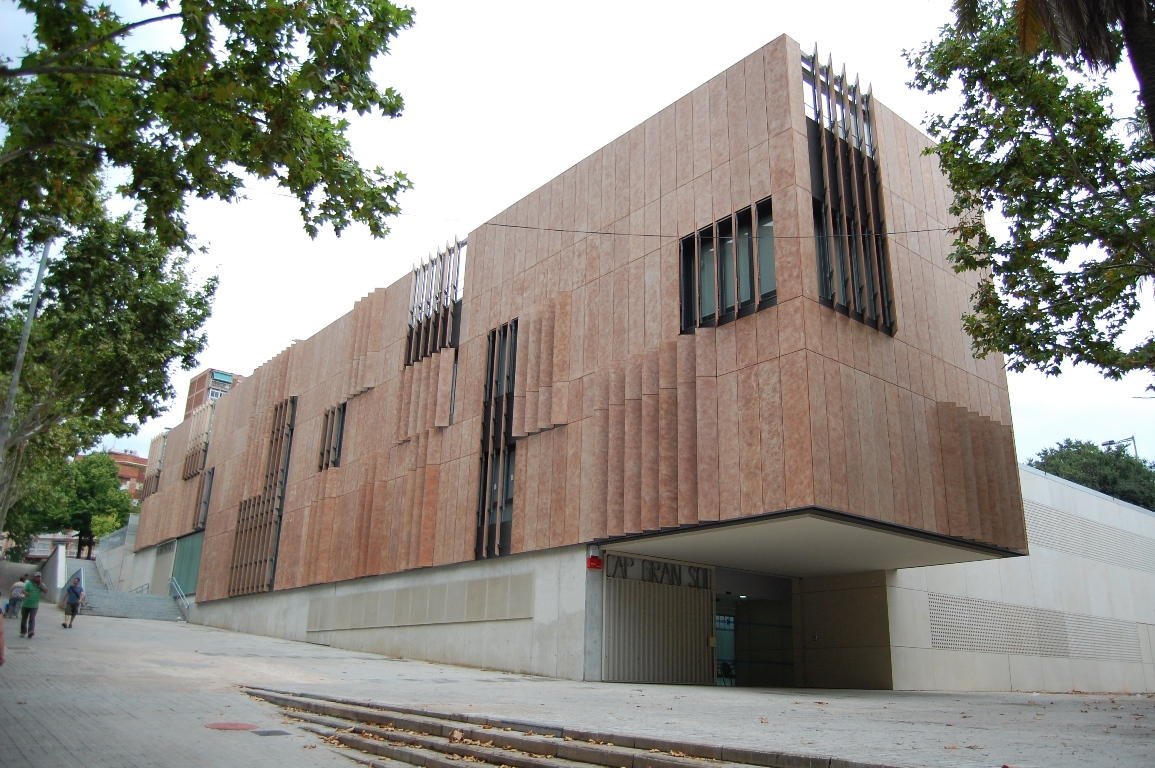
Nou CAP Gran Sol

Sant Joan de Llefià és un barri de Badalona (Barcelonès) que forma part del Districte IV juntament amb Sant Antoni de Llefià, Sant Mori de Llefià i La Salut. Limita amb Santa Coloma de Gramenet i amb els altres tres barris que conformen el districte.
Amb les dades del padró de 2012, el barri de Sant Joan de Llefià té 12.901 habitants, dels quals 6.568 (el 50,9%) són homes i 6.333 (el 49,1%) són dones. La població del barri representa al 5,8% d'habitants de tota la ciutat.

## Llocs d'interès
El Parc del Gran Sol és un parc d'1,80 ha, i està delimitat per l'avinguda Doctor Bassols, el carrer Àsia, Juan Valera i l'avinguda Àfrica, amb accessos en tots els carrers perimetrals. Fou inaugurat el 1985 i es tracta d'un parc urbà d'ús veïnal ubicat dintre d'un sector d'habitatges d'alta densitat. Fou concebut com un espai multidisciplinari i compta amb zones de jocs infantils i una altra de petanca.
Tradicionalment des dels anys 80 se celebra, coincidint amb les festes de Sant Joan, la Suelta de Vaquilles al Parc del Gran Sol. Degut a la gran controvèrsia que les celebracions d'aquest tipus aixequen, les associacions de veïns del barri estan disposades a deixar d'organitzar a canvi d'algunes contrapartides demanades a l'Ajuntament. La plataforma Badalona sense correbous n'està recollint signatures en contra de la seva celebració.
En el mes de juliol de 2014 es va inaugurar el nou Centre d'Atenció Primària, el CAP Gran Sol, que proveeixen a veïns de tot Llefià i La Salut, coincidint amb la reurbanització del carrer Austràlia.